# Osječki nogometni podsavez
La Osječki nogometni podsavez fu la sottofederazione calcistica di Osijek, una delle 15 in cui era diviso il sistema calcistico del Regno di Jugoslavia.. La dicitura della sottofederazione veniva abbreviata in ONP.

## Storia
La Osječki nogometni podsavez viene fondata il 16 marzo 1924 all'Hotel Central di Osijek per i club del territorio della Slavonia e della Baranja, di Bjelovar, di Bosanski Šamac, di Brčko e di Šid. In precedenza questi territori erano sotto la giurisdizione della Zagrebački nogometni podsavez (V župa Osijek, XII župa Đakovo e XIII župa Požega). Al momento della fondazione, la sottofederazione conta 15 club, quattro dei quali (Građanski Osijek, Slavija Osijek, Cibalia e Građanski Virovitica) furono fra i fondatori della sottofederazione di Zagabria e della Federazione calcistica della Jugoslavia. Il primo presidente è il prof. Ernest Pašer, ed il vicepresidente è il dr. Ivo Karner.
La sottofederazione di Osijek cessa di esistere nell'aprile 1941, quando le potenze dell'Asse cominciano l'invasione della Jugoslavia. Dopo la seconda guerra mondiale in quest'area ci sono i Fiskulturni odbori (comitati sportivi) e più tardi vengono istituite le Nogometni savezi općina (associazioni calcistiche municipali) : NSO Beli Manastir, NSO Osijek, NSO Vukovar, NSO Valpovo, NSO Županja, NSO Slavonski Brod, NSO Podravska Slatina, NSO Donji Miholjac e NSO Našice.
Con l'indipendenza della Croazia nasce, il 12 dicembre 1994, la Županijski nogometni savez Osječko-baranjski (ŽNS OB, la federcalcio della contea di Osijek-Baranja), divisa in 6 Nogometni središte (centri calcistici) : NS Osijek, NS Valpovo, NS Našice, NS Đakovo, NS Beli Manastir e NS Donji Miholjac.

## Albo d'oro

### V župa ZNP
Quando le squadre di questo territorio ricadevano sotto la ZNP, le vincitrici affrontavano quelle delle altre "župe" per il titolo di campione provinciale della ZNP.
| Stagione | Vincitore | Torneo | Classifiche |
| -------- | --------- | ------ | --- |
| 1920-21  | Građanski |        | Građanski 18, Olimpija 13, Slavija 12, Slaven 10, Makabi 9, Unitas 4, Jadran 4                                          |
| 1921-22  | Slavija   |        | Slavija 21, Amater 17, Hajduk 14, Sloga 11, Građanski 7, Jadran 4, Makabi 2. Viktorija, Olimpija e Željezničar ritirate |
| 1922-23  | Sloga     |        | Sloga 12, Građanski 10, Slavija 10, Hajduk 10, Amateri 5, Taninpila Sušine-Đurđenovac 4, Makabi 4, BŠK Belišće 1        |

#### Finali provinciali ZNP
| Stagione | Rappresentante Osijek | Avversario    | And. | Ris.                 |
| -------- | --------------------- | ------------- | ---- | -------------------- |
| 1920-21  | Građanski             | Virovitica    | n.d. | Quarti di finale     |
| 1920-21  | Građanski             | Cibalia       | 2–3  | Semifinali           |
| 1921-22  | Slavija               | Cibalia       | n.d. | Quarti di finale     |
| 1921-22  | Slavija               | BGŠK Bjelovar | 3–1  | Semifinali           |
| 1921-22  | Slavija               | Krajišnik     | 2–0  | Finale provinciale   |
| 1921-22  | Slavija               | HAŠK Zagabria | 0–5  | Finale sottofederale |
| 1922-23  | Sloga                 | Virovitica    | 0–2  | Quarti di finale     |

### Sottofederazione indipendente
Le vincitrici affrontavano quelle delle altre sottofederazioni per la promozione nel campionato nazionale.
| Stagione | Vincitore        | Torneo               | Classifiche |
| -------- | ---------------- | -------------------- | --- |
| 1923-24  | Slavija Osijek   | Osijek               | Slavija 11, Građanski 10, Hajduk 6, Sloga 6, Amater 5 |
| 1923-24  | Slavija Osijek   | Požega               | Semifinali: Krndija Našice-Taninpila Sušine Đurđenovac 1-0, LŠK Ljeskovica-PGŠK Požega Rit. Finale: Krndija Našice-LŠK Ljeskovica 1-2 |
| 1923-24  | Slavija Osijek   | Virovitica           | Semifinali: VGŠK Virovitica-Slatinski NŠK 7-1, Jadran Virovitica-Željezničar Virovitica Rit. Finale: VGŠK Virovitica-Jadran Virovitica 7-1 |
| 1923-24  | Slavija Osijek   | Vinkovci             | Cibalia 6, Obrtna omladina 4, Savez privatnih nameštenika 2, Herut 0 |
| 1923-24  | Slavija Osijek   | Đakovo               | Hajduk 3, Sokol 2, ĐŠK 1 |
| 1923-24  | Slavija Osijek   | Finali provinciali   | Semifinali: VGŠK Virovitica-LŠK Ljeskovica Rit., Cibalia-Hajduk Đakovo 7-0 Finale: VGŠK Virovitica-Cibalia 1-3 |
| 1923-24  | Slavija Osijek   | Finale sottofederale | Slavija Osijek-Cibalia 4-2 |
| 1924-25  | Slavija Osijek   | Osijek               | Slavija 22, Hajduk 20, Sloga 14, Građanski 11, Amater 7, Makabi 7, OŠK 3 |
| 1924-25  | Slavija Osijek   | Požega               | Primo turno: PGŠK Požega-LŠK Ljeskovica Rit., Krndija Našice-Taninpila Sušine Đurđenovac 0-5 Semifinale: Taninpila Sušine Đurđenovac-PGŠK Požega Rit. Finale: BŠK Belišće-Taninpila Sušine Đurđenovac 1-2 |
| 1924-25  | Slavija Osijek   | Virovitica           | Semifinale: VGŠK Virovitica-Jadran Virovitica 5-0 Finale: VGŠK Virovitica-Slatinski NŠK 12-0 |
| 1924-25  | Slavija Osijek   | Vinkovci             | Primo turno: Obrtna omladina-Cibalia 2-6, Savez privatnih nameštenika-Herut 3-2 Semifinale: Cibalia-Savez privatnih nameštenika 7-0 Finale: Građanski Vukovar-Cibalia Rit. |
| 1924-25  | Slavija Osijek   | Đakovo               | Finale: Hajduk Đakovo-Certissa Đakovo 0-1 |
| 1924-25  | Slavija Osijek   | Finali provinciali   | Semifinali: VGŠK Virovitica-Certissa Đakovo 1-0, Taninpila Sušine Đurđenovac-Građanski Vukovar Rit. Finale: VGŠK Virovitica-Taninpila Sušine Đurđenovac Rit. |
| 1924-25  | Slavija Osijek   | Finale sottofederale | Slavija Osijek-VGŠK Virovitica 6-1 |
| 1925-26  | Slavija Osijek   | Osijek               | Slavija 11, Hajduk 11, Sloga 10, Građanski 8, Makabi 0 |
| 1925-26  | Slavija Osijek   | Provincia            | Primo turno: Cibalia-Obrtna omladina Vinkovci Rit., Sloga Vinkovci-Herut Vinkovci Rit., Sremac Vukovar-Željeznički SK Vinkovci 4-2, Certissa Đakovo-Hajduk Đakovo 2-1, BŠK Belišće-LŠK Ljeskovica Rit., Krndija Našice-Taninpila Sušine Đurđenovac Rit., PGŠK Požega-Slatinski NSK Rit., VGŠK Virovitica-Jadran Virovitica 2-3, Šparta Beli Manastir-Olimpija Osijek 0-2 Secondo turno: Cibalia-Sloga Vinkovci Rit., Certissa Đakovo-Sremac Vukovar Rit., BŠK Belišće-Krndija Našice 1-1 e 2-0, Jadran Virovitica-PGŠK Požega 4-2 Terzo turno: Cibalia-Certissa Đakovo 4-1, Jadran Virovitica-BŠK Belišće 3-0 Semifinale: Cibalia-Olimpija Osijek 7-1 Finale: Cibalia-Jadran Virovitica 2-0                  |
| 1925-26  | Slavija Osijek   | Finale sottofederale | Slavija Osijek-Cibalia 4-1 |
| 1926-27  | Hajduk Osijek    | Osijek               | Hajduk 20, Građanski 20, Sloga 16, Slavija 15, Grafičar 9, Olimpia 2, Makabi 2 |
| 1926-27  | Hajduk Osijek    | Provincia            | Primo turno: VGŠK Virovitica-Jadran Virovitica 1-4, Željeznički SK Vinkovci-Sloga Vinkovci 1-2, Certissa Đakovo-Hajduk Đakovo Rit., Taninpila Sušine Đurđenovac-Krndija Našice 3-2, BŠK Belišće-LŠK Ljeskovica Rit., Šparta Beli Manastir-Baranja Darda 1-1 e 2-0 Secondo turno: Jadran Virovitica-Slatinski NŠK 2-1, Sloga Vinkovci-Cibalia 1-5, Certissa Đakovo-Šparta Beli Manastir 3-2, BŠK Belišće-Taninpila Sušine Đurđenovac Rit. Terzo turno: BŠK Belišće-PGŠK Požega 3-0 Semifinali: Jadran Virovitica-BŠK Belišće Rit.,Cibalia-Certissa Đakovo 3-1 Finale: Cibalia-Jadran Virovitica 8-1 |
| 1926-27  | Hajduk Osijek    | Finale sottofederale | Hajduk Osijek-Cibalia 6-0 |
| 1927-28  | Građanski Osijek | Osijek               | Građanski 15, Sloga 15, Hajduk 11, Slavija 10, Grafičar 5, Olimpija 4 |
| 1927-28  | Građanski Osijek | Provincia            | Primo turno: Sloga Vinkovci-Graničar Županja Rit., Certissa Đakovo-Cibalia 2-1, Jadran Virovitica-Taninpila Sušine Ɖurđenovac 1-6, Proleter Sušine Ɖurđenovac-Krndija Našice Rit., BŠK Belišće-Jovalija Valpovo 2-0, Baranja Darda-Šparta Beli Manastir 1-2, DMSK Donji Miholjac-Sloga Donji Miholjac 1-2 Secondo turno: Certissa Đakovo-Sloga Vinkovci 2-5, Taninpila Sušine Ɖurđenovac-Proleter Sušine Ɖurđenovac 6-0, BŠK Belišće-Šparta Beli Manastir 1-2 Semifinali: Sloga Vinkovci-Šparta Beli Manastir 2-0, Taninpila Sušine Ɖurđenovac-Sloga Donji Miholjac 12-0 Finale: Sloga Vinkovci-Taninpila Sušine Ɖurđenovac 5-1                                                                              |
| 1927-28  | Građanski Osijek | Finale sottofederale | Građanski Osijek-Sloga Vinkovci 10-2 |
| 1928-29  | Hajduk Osijek    | Osijek               | Hajduk Osijek 9, Građanski 8, Slavija 6, Grafičar 1 |
| 1928-29  | Hajduk Osijek    | Provincia            | Primo turno: BŠK Belišće-Jovalija Valpovo 3-1, Belje Kneževo-Šparta Beli Manastir 2-3, Sloga Donji Miholjac-DMSK Donji Miholjac 0-1, Cibalia-Sloga Vinkovci 0-5, Šparta Vukovar-Sloga Vukovar Rit., Jadran Virovitica-Amater Virovitica 2-1, Građanski Brčko-Hajduk Orašje 5-1, Proleter Ɖurđenovac-LŠK Ljeskovica 1-4 Secondo turno: Šparta Beli Manastir-BŠK Belišće 1-2, Certisa Ɖakovo-Šparta Vukovar Rit., Sloga Vinkovci-Građanski Brčko 7-0, Hajduk Orahovica-DMSK Donji Miholjac 2-0 Turno turno: LŠK Ljeskovica-Jadran Virovitica Rit., Certisa Ɖakovo-Sloga Vinkovci 3-6 Semifinali: Hajduk Orahovica-LŠK Ljeskovica 1-2, Sloga Vinkovci-BŠK Belišće 5-2 Finale: Sloga Vinkovci-LŠK Ljeskovica 1-2 |
| 1928-29  | Hajduk Osijek    | Finale sottofederale | Hajduk Osijek-LŠK Ljeskovica Rit. |
| 1929-30  | Slavija Osijek   | Osijek               | Slavija 10, Građanski 10, Hajduk 4, ŽAK 0 |
| 1929-30  | Slavija Osijek   | Provincia            | Semifinale: VGŠK Virovitica-BŠK Belišće 6-2 Finale: Građanski Brčko - VGŠK Virovitica 4-2 |
| 1929-30  | Slavija Osijek   | Finale sottofederale | Slavija-Građanski Brčko Rit. |
| 1930-31  | Hajduk Osijek    | 1. razred            | Hajduk 8, Makabi 4, ŽAK 0. Slavija e Građanski passati al Državno prvenstvo 1930-1931 |
| 1931-32  | Slavija Osijek   | 1. razred            | Slavija 13, Građanski 12, Hajduk 11, Grafičar Osijek 3, Makabi 1 |
| 1932-33  | Hajduk Osijek    | 1. razred            | Hajduk 12, Građanski 11, Grafičar 8, Cibalia 5, Elektra 1. Slavija Osijek |
| 1933-34  | Hajduk Osijek    | 1. razred            | Hajduk 15, Elektra 12, Građanski 11, Grafičar 10, Cibalia 9, Makabi 3 |
| 1934-35  | Grafičar Osijek  | 1. razred            | Grafičar 18, Elektra 15, Hajduk 15, Građanski 13, Bata Borovo 12, Viktorija 7, Makabi 4 |
| 1935-36  | Slavija Osijek   | 1. razred            | Slavija 17, Građanski 14, Elektra 10, Hajduk 10, Olimpija 5, Grafičar 4 |
| 1936-37  | Elektra Osijek   | 1. razred            | Elektra 21, Hajduk 15, Grafičar 12, Olimpija 12, Građanski 10, Sloga Vinkovci 9, Viktorija 5 |
| 1937-38  | Slavija Osijek   | 1. razred            | Slavija 22, Hajduk 17, Građanski 16, Olimpija 13, Elektra 13, Grafičar 13, Šparta Beli Manastir 11, Rapid 5 |
| 1938-39  | Bata Borovo      | 1. razred            | Bata Borovo 26, Slavija 25, Elektra 14, Hajduk 14, Gvožđar 14, Građanski 10, Olimpija 5, Grafičar 4 |
| 1939-40  | Gvožđar Osijek   | 1. razred            | Gvožđar 25, Elektra 24, Građanski 23, Rapid 17, Hajduk 16, Viktorija 15, Olimpija 11, Grafičar 9, Makabi 2 |
| 1940-41  | —                | —                    | Campionato interrotto a causa della guerra. |

### Titoli per squadra
| Squadra          | Vittorie | Anni vittorie                                  |
| ---------------- | -------- | ---------------------------------------------- |
| Slavija Osijek   | 8        | 1922, 1924, 1925, 1926, 1930, 1932, 1936, 1938 |
| Hajduk Osijek    | 5        | 1927, 1929, 1931, 1933, 1934                   |
| Građanski Osijek | 2        | 1921, 1928                                     |
| Sloga Osijek     | 1        | 1923                                           |
| Grafičar Osijek  | 1        | 1935                                           |
| Elektra Osijek   | 1        | 1937                                           |
| Bata Borovo      | 1        | 1939                                           |
| Gvožđar Osijek   | 1        | 1940                                           |